# Mawlamyinegyun
Mawlamyinegyun är en stad i Myanmar. Den ligger i regionen Ayeyarwady, i den södra delen av landet, 400 km söder om huvudstaden Naypyidaw. Folkmängden uppgick till cirka 33 000 invånare vid folkräkningen 2014.

## Klimat
Savannklimat råder i trakten. Årsmedeltemperaturen i trakten är 24 °C. Den varmaste månaden är april, då medeltemperaturen är 29 °C, och den kallaste är oktober, med 23 °C. Genomsnittlig årsnederbörd är 3 280 millimeter. Den regnigaste månaden är juli, med i genomsnitt 801 mm nederbörd, och den torraste är februari, med 1 mm nederbörd.